# Proacidalia subvitatha
Proacidalia subvitatha är en fjärilsart som beskrevs av Ruggero Verity 1935. Proacidalia subvitatha ingår i släktet Proacidalia och familjen praktfjärilar. Inga underarter finns listade i Catalogue of Life.